# Jenkins Glacier
Jenkins Glacier är en glaciär i Sydgeorgien och Sydsandwichöarna (Storbritannien). Den ligger i den nordvästra delen av Sydgeorgien och Sydsandwichöarna. Jenkins Glacier ligger 240 meter över havet.
Terrängen runt Jenkins Glacier är bergig åt nordost, men åt sydväst är den kuperad. En vik av havet är nära Jenkins Glacier åt sydost.  Trakten runt Jenkins Glacier är nära nog obefolkad, med mindre än två invånare per kvadratkilometer. Det finns inga samhällen i närheten. Trakten runt Jenkins Glacier består i huvudsak av gräsmarker.